# 78 (число)
Вижте пояснителната страница за други значения на 78.
78 (седемдесет и осем) е естествено, цяло число, следващо 77 и предхождащо 79.
Седемдесет и осем с арабски цифри се записва „78“, а с римски цифри – „LXXVIII“. Числото 78 е съставено от две цифри от позиционните бройни системи – 7 (седем) и 8 (осем).

## Общи сведения
- 78 е четно число.
- 78 е атомният номер на елемента платина.
- 78-ият ден от годината е 19 март.
- 78 е година от Новата ера.